# Rivière aux Perdrix (rivière Boisbouscache)
Pour les articles homonymes, voir Perdrix et Rivière Perdrix.
La rivière aux Perdrix coule successivement dans les municipalités de Sainte-Françoise et de Saint-Jean-de-Dieu, dans la municipalité régionale de comté (MRC) de Les Basques, dans la région administrative du Bas-Saint-Laurent, au Québec, au Canada.
La rivière aux Perdrix est un affluent de la rive nord de la rivière Boisbouscache laquelle coule vers l'ouest jusqu'à la rive nord-est de la rivière des Trois Pistoles ; cette dernière coule vers le nord jusqu'au littoral sud-est du fleuve Saint-Laurent où elle se déverse dans la municipalité de Notre-Dame-des-Neiges, dans la municipalité régionale de comté (MRC) Les Basques.

## Géographie
La rivière aux Perdrix prend sa source en zone forestière et montagneuse, entre la rivière aux Bouleaux et la rivière La Franchisse, au cœur des monts Notre-Dame. Cette source est située à 15,6 km au sud-est du littoral sud-est de l'estuaire du Saint-Laurent, à 7,5 km au nord-est du centre du village de Saint-Jean-de-Dieu et à 8,3 km au sud-est du centre du village de Sainte-Françoise et à 5,6 km à l'ouest du centre du village de Saint-Médard.
À partir de sa source, la rivière aux Perdrix coule sur 9,6 km à travers le massif des Appalaches, répartis selon les segments suivants :
- 2,2 km vers le sud-ouest dans Sainte-Françoise, jusqu'à la limite de la municipalité de Saint-Jean-de-Dieu ;
- 1,7 km vers le sud-ouest, jusqu'à la "route de la Traverse du 8e au 6e rang" ;
- 1,6 km vers l'ouest, jusqu'à la route du 8e rang où elle reçoit les eaux de la confluence de la "Petite rivière aux Perdrix" ;
- 3,1 km vers le sud-ouest, jusqu'au pont de la route 293 qu'elle coupe à 1,3 km au nord-ouest du village de Saint-Jean-de-Dieu ;
- 1,0 km vers l'ouest, jusqu'à sa confluence.

La rivière aux Perdrix se déverse dans Saint-Jean-de-Dieu sur la rive nord de la rivière Boisbouscache, laquelle coule vers l'ouest jusqu'à la rive nord-est de la rivière des Trois-Pistoles. La confluence de la rivière aux Perdrix est située à 1,9 km en aval du pont Rousseau, enjambant la rivière Boisbouscache au village de Saint-Jean-de-Dieu, ainsi qu'à 1,1 km en amont de la confluence de la rivière aux Bouleaux.

## Toponymie
Le toponyme « rivière aux Perdrix » a été officialisé le 5 décembre 1968 à la Commission de toponymie du Québec.